# Lorenz Schwegler

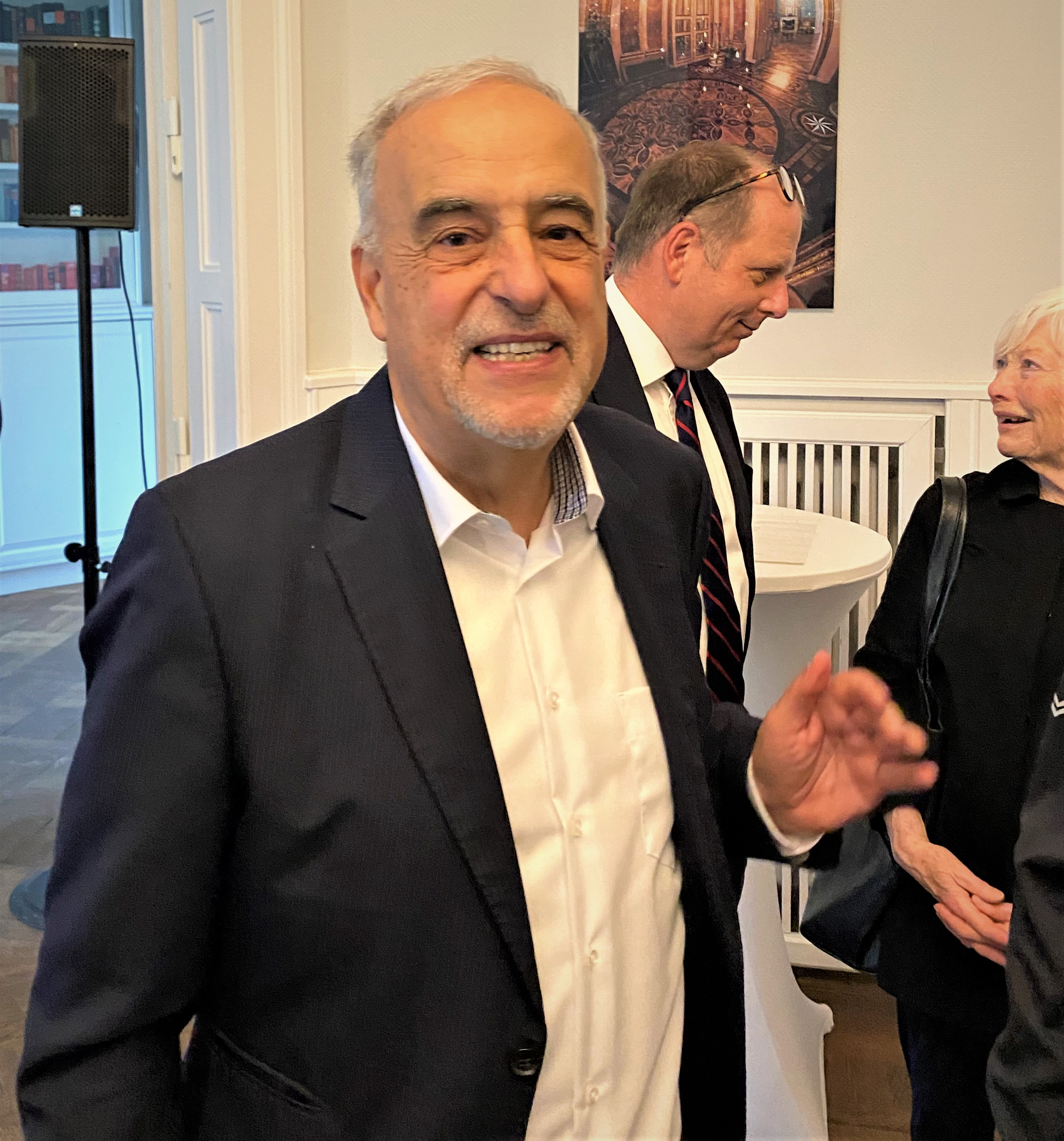
Lorenz Schwegler (2022)

Lorenz Schwegler (* 29. Januar 1944 in Hamburg) ist ein deutscher Jurist und war von 1988 bis 1993 Vorsitzender der Gewerkschaft Handel, Banken und Versicherungen (heute ver.di).

## Leben

### Ausbildung
Nach dem Abitur studierte er in Hamburg, Lausanne und Berlin Jura. Studium und Referendariat beendete er in Hamburg und begann 1971 als Referent für Arbeits- und Wirtschaftsrecht im Wirtschafts- und Sozialwissenschaftliches Institut (WSI) des DGB. 1972 wechselte er in die Abteilung Gesellschaftspolitik beim DGB-Bundesvorstand. 1971 wurde Schwegler SPD-Mitglied, 1972 Mitglied der Gewerkschaft Öffentliche Dienste, Transport und Verkehr.
1977 wechselte Schwegler als Abteilungssekretär für Banken, Versicherungen und Arbeitsrecht zur Gewerkschaft Handel, Banken und Versicherungen (HBV), wo er 1980 in den Geschäftsführenden Hauptvorstand gewählt wurde.

### Gewerkschaftsvorsitzender
1988 wurde er zum HBV-Vorsitzenden gewählt, womit er die Nachfolge von Günter Volkmar antrat. Schwegler bemühte sich als Vorsitzender unter anderem auch um Kontakte zur konkurrierenden Deutschen Angestellten-Gewerkschaft (DAG).
Lorenz Schwegler war sowohl als Aufsichtsratsmitglied der Dresdner Bank als auch der Deutschen Bank tätig.
Bestrebungen Schweglers, die Strukturen der HBV und des DGB insbesondere auch nach der deutschen Wiedervereinigung zu reformieren, trafen nicht zuletzt innerhalb der HBV auf Widerstände. Der Umweltschutz sollte seiner Auffassung nach in den Gewerkschaften einen hohen Stellenwert erhalten, die Mitgliederwerbung beim DGB zentralisiert werden und die Gewerkschaften dürfen seiner Meinung nach an Modernität und Leistungskraft nicht hinter dem zurückfallen, was die eigenen Mitglieder in den Unternehmen erleben. Das entscheidende Feld der Zukunftsgestaltung war für ihn das Verhältnis von Arbeit und Familie Aufgrund der anhaltenden Kritik, die seine Reformversuche begleitete, trat er am 25. Oktober 1993 vom Amt des Vorsitzenden zurück. Die Reformbremser waren überwiegend im hauptamtlichen Apparat der Gewerkschaft.

### Rechtsanwalt
Schwegler ließ sich anschließend als Anwalt für Arbeitsrecht in Düsseldorf nieder und ist seit 30 Jahren Partner in der großen Rechtsanwaltskanzlei Schwegler mit mehreren Standorten und über 30 Rechtsanwälten.
Lorenz Schwegler war ein ehemaliger Pianist der Jazztruppe Low Down Wizards in Hamburg mit Abbi Hübner.

## Veröffentlichungen
- Streckenwärter am Nebengleis – Zur Zukunft der Gewerkschaften. in: Zeitschrift Sozialismus 1/92, S. 48–51